# 10930 Jinyong
10930 Jinyong (1998 CR2) là một tiểu hành tinh vành đai chính được phát hiện ngày 6 tháng 2 năm 1998 bởi Chương trình tiểu hành tinh Bắc Kinh Schmidt CCD ở Xinglong. Nó được đặt theo tên nhà văn Trung Quốc Kim Dung, ngày sinh của ông trùng với ngày phát hiện ra tiểu hành tinh này.